# Wiśnia różowa

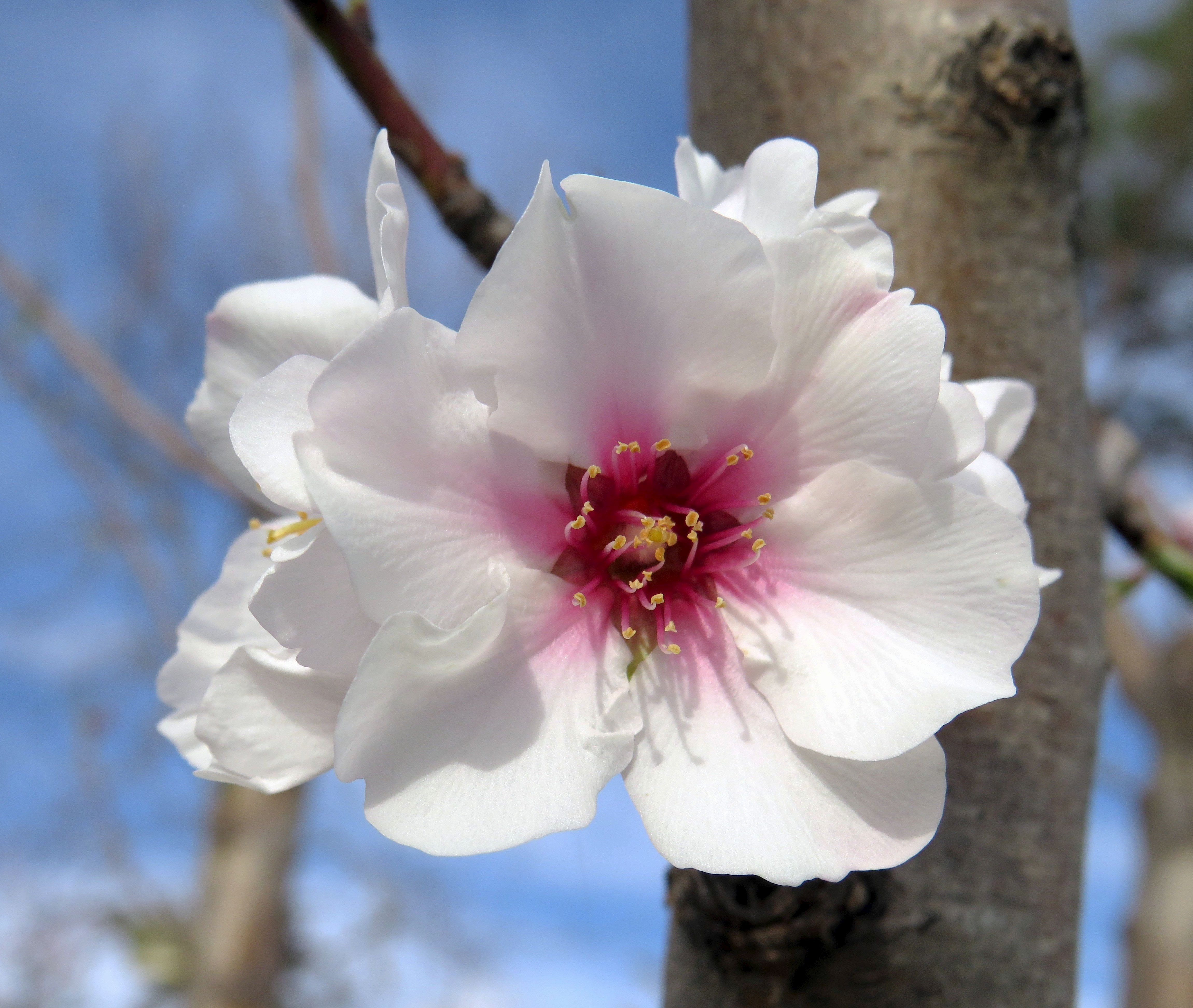
Kwiat

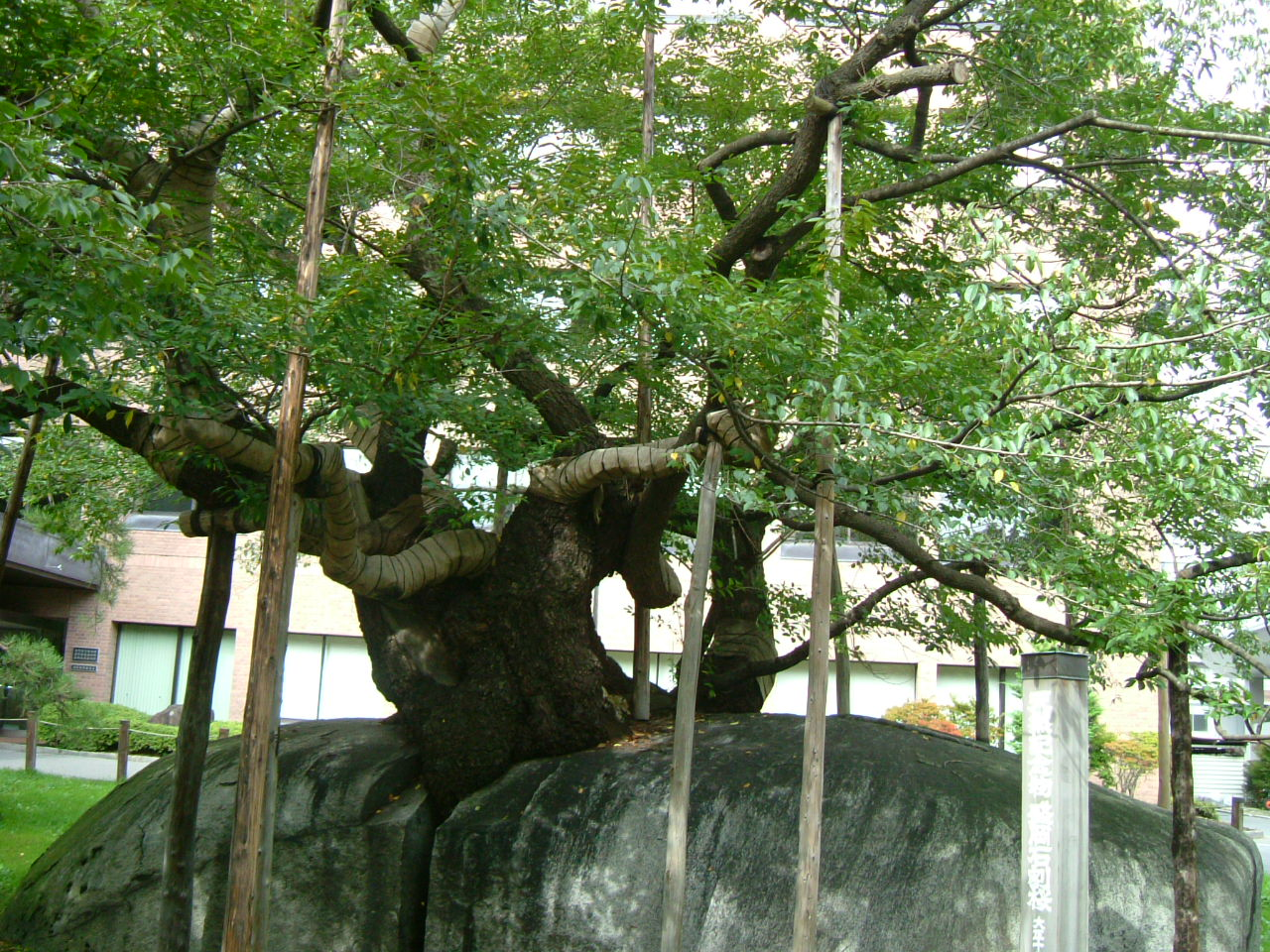
Stary okaz wiśni różowej

Wiśnia różowa (Prunus subhirtella) – gatunek drzewa z rodziny różowatych. Pochodzi z Japonii. W wielu krajach świata, również w Polsce jest uprawiana jako roślina ozdobna.

## Morfologia
PokrójPowoli rosnące drzewo z szeroką koroną. Na głównym pniu wytwarza wiele równorzędnych gałęzi.
LiścieSpiczastojajowate, pojedyncze, błyszczące, o piłkowanych brzegach. U niektórych odmian różowo zabarwione. Jesienią przed opadnięciem przebarwiają się na pomarańczowożółto lub brązowoczerwono.
KwiatyRoślina kwitnie od kwietnia do maja, niezwykle obficie. Kwiaty pojawiają się jeszcze przed rozwojem liści. Wydzielają słabą, delikatną woń. Pełne, białe lub biało-różowe (zależnie od odmiany) kwiaty zebrane są w kwiatostan, po kilka lub kilkanaście kwiatów. Kwiaty o średnicy do 4 cm, przedsłupne, zapylane przez owady (błonkówki).
OwocePestkowiec. W Polsce owoce nie zawiązują się.

## Zastosowanie i uprawa
- Roślina ozdobna – podobnie, jak wiśnia japońska jest sadzona w parkach, ogródkach przydomowych, alejach.
- Uprawa. Strefy mrozoodporności 5-9[4]. Potrzebuje stanowiska słonecznego. Wymaga dużo miejsca, najlepiej posadzić ją pojedynczo na trawniku. Nie ma większych wymagań co do gleby, ale lepiej rośnie na glebach żyznych i wilgotnych. Jest wrażliwa na zasolenie gleby. Rozmnaża się przez szczepienie, albo okulizację, na podkładce czereśni ptasiej. Należy usuwać odrosty pojawiające się na pniu.

## Systematyka i zmienność
Synonimy
Cerasus spachiana Lavallée ex Ed. Otto, Cerasus subhirtella (Miq.) A. N. Vassiljeva, Prunus pendula Siebold ex Maxim., Prunus spachiana (Lavallée ex Ed. Otto) Kitam., Prunus taiwaniana Hayat
Odmiany botaniczne
- var. ascendens (Makino) E. H. Wilson (syn: Prunus microlepis Koehne, Prunus pendula var. ascendens Makino, Prunus spachiana f. ascendens (Makino) Kitam
- var. koshiensis (Koidz.) Ohwi (syn. Prunus spachiana var. koshiensis)

Odmiany ozdobne
- 'Accolade' – mieszaniec Prunus subhirtella × P. sargentii. Drzewo o wysokości do 8 m z bladoróżowymi, półpełnymi kwiatami
- 'Autumnalis' – ma różowe pąki i białe kwiaty. Kwitnie z przerwami od wiosny do późnej jesienie. Wysokość do 4,5 m
- 'Autumnalis Rosea' – odmiana o różowych kwiatach.
- 'Jagutsu-zakura' – odmiana o wzniesionych pędach i jasnoróżowych kwiatach.
- 'Pendula' – odmiana, której wszystkie pędy zwisają do ziemi. Jest najczęściej sadzoną w Polsce odmianą.Tworzy bardzo gęstą koronę. Kwiaty białe, kwitną w połowie kwietnia. Korona szeroka, parasolowata. Drzewko rośnie powoli, osiągając wysokość 4 m, przy średnicy korony ok. 3 m.